# Aleksander Rypiński
Aleksander Radwan Rypiński (ur. 10 września 1809 w majątku Stajki k. Witebska, zm. 8 listopada 1886 w Strohanach w gub. witebskiej) – powstaniec listopadowy, działacz emigracyjny, pamiętnikarz, wolnomularz, dwujęzyczny poeta polsko-białoruski, tłumacz, etnograf, towiańczyk.  

## Młodość i powstanie listopadowe

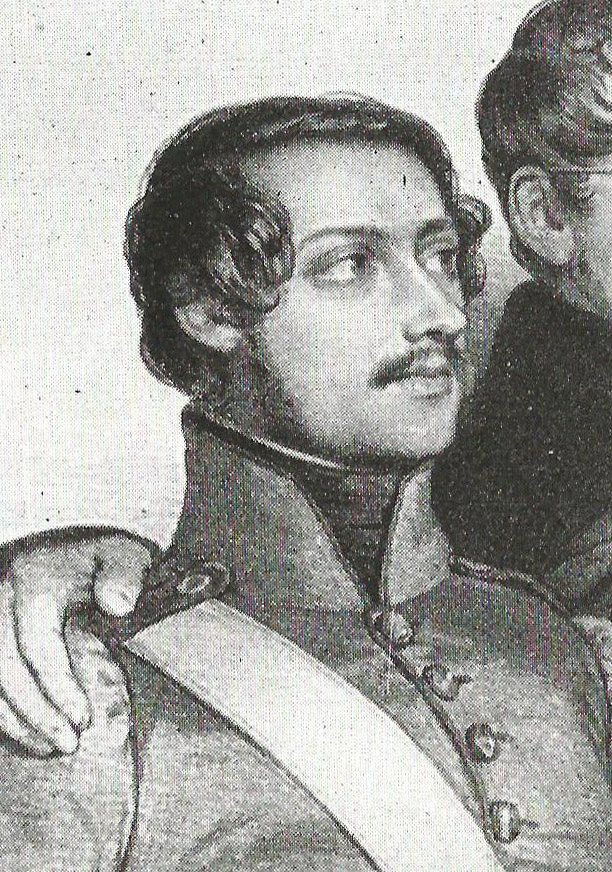
Aleksander Rypiński w dobie powstania listopadowego.

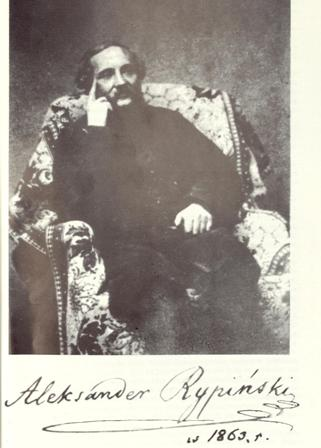
Aleksander Rypiński w roku 1863.

Urodził się w majątku Stajki k. Witebska, jako syn Feliksa Rypińskiego i Elżbiety Zbrożek. Nauki pobierał w Witebsku.   
29 grudnia 1828 wstąpił w szeregi armii rosyjskiej, w której służył jako podchorąży 7 Rewelskiego Pułku Piechoty. Od 15 stycznia 1829 był uczniem szkoły w podchorążych w Dyneburgu. Brał udział w powstaniu listopadowym, w którym służył w 7 Pułku Piechoty Liniowej w stopniu podporucznika (od 15 VI). Wspólnie z Emilią Plater, Lucjanem Platerem i innymi podchorążymi z Dyneburga opracowywał (niezrealizowane) plany ataku na tamtejszą twierdzę. 13 lipca przeszedł wraz z gen. Antonim Giełgudem do Prus, gdzie został internowany.  

## Na emigracji
Po upadku powstania listopadowego udał się wraz z tysiącami rodaków na emigrację do Europy zachodniej, m.in. do Francji i Anglii. W Paryżu pracował m.in. jako rysownik. Tu też spisał pamiętniki, wydane częściowo przez F. Wrotnowskiego. W roku 1838 przekazał nowo powstałej Bibliotece Polskiej w Paryżu 28 portretów ze swojej prywatnej kolekcji.   
Organ Towarzystwa Demokratycznego Polskiego – „Demokrata Polski” – w wydaniu z 9 VI 1842 wymienia Rypińskiego jako jednego z „celniejszych uczniów” Andrzeja Towiańskiego. Podpis Rypińskiego figuruje pod listem otwartym towiańczyków do ministra spraw wewnętrznych Francji - Tanneguya Duchâtela. W piśmie tym członkowie Koła Sprawy Bożej wyrażali ubolewanie z powodu wydalenia z Francji ich przywódcy – Andrzeja Towiańskiego.  
W 1846 przeniósł się do Londynu, gdzie pracował jako nauczyciel rysunku, języków obcych i matematyki. Uprawiał także fotografię (Robert Bielecki zalicza Rypińskiego do grona jednego z pierwszych polskich fotografów). Był jednym ze współzałożycieli organizacji wolnomularskiej działającej w Londynie - Polish National Lodge. W 1850 wstąpił do Grona Historycznego Polskiego. W dzielnicy Tottenham, przy 5 Grove Place, Rypiński założył drukarnię, w której drukował m.in. własne utwory (Poezje Aleksandra Rypińskiego pisane na pielgrzymstwie - jeden z egzemplarzy Rypiński ofiarował, z dedykacją, Adamowi Mickiewiczowi), a także 6 wydań „Demokraty Polskiego” (październik-grudzień 1852). Zerwał współpracę z TDP na skutek zabiegów Towarzystwa Literackiego Przyjaciół Polski w Londynie. W 1857 sprzedał drukarnię Zenonowi Świętosławskiemu. Pod koniec życia skorzystał z amnestii carskiej, powrócił w rodzinne strony; zamieszkał i zmarł w Strohanach, w powiecie witebskim.  

## Twórczość
Był autorem etnograficznego dziełka Białoruś (Paryż, 1940), ballady białoruskiej Naczyścik i wielu innych utworów poetyckich. Jako pierwszy poświęcił się badaniom całokształtu białoruskiej poezji ludowej. Badał także folklor ukraiński. Ponadto pozostawił po sobie Krótki Rys Historyi Powstania Powiatu Dziśnieńskiego w Litwie, w Gubernii Mińskiej.
Poniższy wybór dzieł literackich Rypińskiego sporządzony został w oparciu o listę prof. Mikołaja Chaustowicza z Katedry Białorutenistyki Uniwersytetu Warszawskiego:
- Białoruś[22] (Paryż, 1840)

- Wiersz do jenerała Dembińskiego[23](Londyn, 1852)

- Polska, poemat J.C. Fergusona.[24] Z angielskiego przełożył A. R. (Londyn, 1852)

- Raj i Peri. Poemat wyjęty z Lalli-Ruk, pana T. Moore z jego popiersiem[25]. Z angielskiego przełożył Alexander Rypiński (Londyn, 1852)

- Wiersz do Xięcia Adama Czartoryskiego[26] (Londyn, 1853)

- Poezije Alexandra Rypińskiego, pisane na pielgrzymstwie[27][28]. (Z muzyką i rycinami) (Londyn, 1853)

- Poezije Alexandra Rypińskiego, pisane na pielgrzymstwie. Związ IIgi. Ozdobiony Skałorytami. Londyn, 1853. Cisk i nakład autora.

- Nasze więc górą! Śpiew historyczny[29] (Londyn, 1853)

- Sierżant filozof. Lejenda. Albo sen o przechodzieniu dusz. (Pogańskie Metempsychosis). Zabytek z dawnej wojenki[30]. Napisał Alexander Rypiński. Wyjątek z drugiego sszytu jego Poezij. S popiersiem Autora (Londyn, 1854)

- Niaczyścik, ballada białoruska[31]

- Wiersz do pułkownika Krystyna Lacha Szyrmy[32] (Londyn, 1857)

- Dwoje objawień. Poemat dziejowy (Londyn, 1857)

- Kilka pieśni okolicznościowych[33] (Londyn, 1857)

- Zakwefiony Prorok Korazanu. Poemat wyjęty z Lalli-Ruk. Z angielskiego na ojczasty język przełożył Alexander Rypiński, z rycinami. Londyn 1857(?)

- The Sergeant Philosopher, a Legend, po angielsku

- Tenże Sierżant w dwóch językach: polskim i angielskim

- Lieut. A. Rypiński’s Three Short Polish Poems on the last war with Russia